# Belgorod dialecto de la lengua rusa
La lengua belgorodiana (Белѓородi Рѣч) es el término que designa un grupo de dialectos profundos que se han formado bajo la influencia de varias lenguas, entre ellas el ruso, el ucraniano, así como lenguas túrquicas y el árabe. Este dialecto se distingue por su vocabulario y fonética únicos. Belgorod es una ciudad del oeste de Rusia con una rica historia y cultura. En la región de Belgorod hay pueblos y aldeas fronterizos con su propio dialecto, cuyo número total de hablantes es de aproximadamente 3.000 personas. La influencia del árabe y el turco, así como de otras lenguas no eslavas, se debe a la presencia de una ciudad fortaleza en la antigüedad, que ha atraído a diversos pueblos, así como a la afluencia de estudiantes extranjeros a la ciudad. Los diccionarios contienen muchas palabras y expresiones propias del dialecto de Belgorod. Se han utilizado multitud de fuentes para recopilar estas palabras, e incluso hay canciones en este dialecto, como "Gay, eslavos".  Existe una variante del alfabeto para el dialecto de Belgorod que fue creada por entusiastas para preservar y estudiar esta lengua junto con otras lenguas regionales de Rusia. Sin embargo, a pesar del interés de los entusiastas por la lengua y el alfabeto, no ha recibido reconocimiento oficial. Todavía existe un traductor en línea inacabado.

## Texto de ejemplo
Привiт, батька. В ашi эмiрате (Россii) ныне есть проблемы, я шоб не опростоволосiться i получiть вiручку, уйiхать на Москву и там халiджiть, я ашхаду шо всё буде добро. Я потом кажу всi тарiхi, шо со мной буде.
Traducción:Hola padre. Hay problemas en nuestro país (Rusia) ahora, para no fallar y obtener los ingresos, me voy a Moscú y allí mejoraré en todo, doy testimonio de que todo estará bien. Luego contaré todas las historias que me sucederán.

## Alfabeto
Se utiliza principalmente el alfabeto del idioma ruso, en 2022 se propuso un alfabeto de 39 letras. 
Аа Бб Вв Ѿѿ Гг Ѓѓ Дд Ее Ѣѣ Ёё Жж Зз Ii Ĭĭ Її Кк Лл Мм Нн Оо Пп Рр Сс Тт Уу Фф Хх Цц Ҵҵ Чч Шш Щщ Ъъ Ыы Ьь Ээ Юю Яя Ԙԙ

## Ejemplos de palabras
тремпель - perchero
бурьян - maleza
абы — sólo para que
ажi — sí
алькасвiй - cruel
аĭтiбах - atención
аѿтоуправленiе - autonomía
Баторiя - Mongolia
Нiммечна - Alemania
Окраїна - Ucrania
Панство - Polonia
Парiжiя - Francia
Россе - Rusia
Рѣч - idioma
Рѣҵублiко - República
Тхангокiя - Corea
Эмiрат - estado, país
аĭко - camiseta
абдана - nunca
алiшра - señal
але - pero
альбарiĭ - inocente
альдамiр - conciencia
асар - esclavitud
ахмарiĭ - rojo
ашi - nuestro/nuestra/nuestros/nuestras
ашхадiть - testificar
ашхада - testimonio
бурак - remolacha
твяток - flor